# Біобіо (регіон)
Біобі́о (повна назва VIII Регіон Біобіо, ісп. VIII Región del Biobío) — регіон (найбільша одиниця адміністративного поділу) Чилі. Складається з трьох провінцій, столиця — місто Консепсьйон.
| Чилі | Це незавершена стаття з географії Чилі. Ви можете допомогти проєкту, виправивши або дописавши її. |